# Crime na Pensão Estrelinha
Crime na Pensão Estrelinha é um programa de televisão de humor criado e escrito por Herman José e realizado por Fernando Ávila. Foi exibido na RTP pela primeira vez na passagem de ano de 1990 para 1991.
Além de Herman, o elenco do programa conta com Nuno Melo, Rita Blanco, São José Lapa, Canto e Castro, Ana Bola, Maria Vieira, Lídia Franco, Vítor de Sousa e José Pedro Gomes, contando ainda com uma breve aparição de Rosa Lobato Faria e as vozes de Cândido Mota e João Canto e Castro.
As cerca de duas horas e meia de programa dividem-se em numerosos sketches protagonizados por Herman, canções com letras adaptadas à actualidade da época e uma história passada na Pensão Estrelinha, onde o detective Hércules Pirô é chamado para investigar o assassínio de Neves, o proprietário do estabelecimento, que pode ter sido morto por qualquer uma das personagens residentes na pensão.
O especial de fim de ano revelou-se desde logo um enorme sucesso, constituindo um marco na carreira de Herman José. Em 2007, Crime na Pensão Estrelinha tornou-se o primeiro programa do humorista a ser lançado em DVD.

## Produção e adaptação[2]
- Uma referência na televisão portuguesa. Foi a primeira vez – e talvez das poucas – que um programa de passagem de ano fez história.
- Crime na Pensão Estrelinha foi escrito por Herman José em apenas dois fins-de-semana: “Não há ali dez segundos que tenham sido inventados à última hora para encher chouriços. Tudo o que a televisão vai passar na noite de fim de ano foi pensado, criado, trabalhado por mim. Estive quatro dias fechado em a casa a trabalhar das 9 da manhã às 4 da madrugada, com intervalos apenas para comer qualquer coisa e ir passear os cães à rua”.
- Alguns sketches foram adaptados de crónicas que Herman José fazia na TSF. O núcleo da pensão, escrito em tom de Agatha Christie, foi criado especialmente para o programa, sendo o fio condutor entre as outras peças.
- As gravações decorreram durante cerca de 3 semanas, nos estúdios do Lumiar.
- Fernando Ávila, o realizador, é amigo de infância de Herman José.
- O programa de variedades a que os hóspedes da Pensão Estrelinha assistiam, apresentado por Serafim Saudade, estabelecia também ligações ao estúdio de informação, bem como a várias delegações regionais da RTP. Na delegação do Porto, encontrava-se o famoso Estebes; na da Merdaleja, Maximiana; na de Serpa, Ivette Marise.
- Durante o programa, são feitas algumas referências à avalanche de novos concursos que acontecera em Setembro de 1990. De forma a que não se perdesse o hábito dos concursos na noite da passagem de ano, foi exibido um sketch que se tornaria antológico – Trevo da Morte (uma clara alusão ao Trevo da Sorte). Este foi, aliás, eleito por Herman José como o seu sketch favorito. Refira-se ainda que o “boneco” do apresentador foi inspirado em António Sala.
- Um dos sketches mais bem conseguidos foi a rubrica de culinária. Filipa Vasconcelos (numa alusão a Filipa Vacondeus) prepara uma ceia de passagem de ano seguindo a sua habitual filosofia de aproveitar o que tem em casa – neste caso, batatas. Assim, a ementa é composta por:

Entrada: gaspacho de batata (aproveitando a água da lavagem da batata)
Bebida: chá de cascas de batata
Prato de peixe: postas de batata acompanhadas com puré de batata e grelos de batata
Prato de carne: hambúrgueres de batata com batata frita
Sobremesa: mousse de batata
Outros momentos marcantes do programa foram:
- Entrevista, à porta do Palácio de São Bento, ao primeiro-ministro Aníbal Cavaco Silva (voz de João Canto e Castro)
- Entrevista a Felisberto Lalande, presidente da ADQNSDL (Associação daqueles que não sabem dizer os L’s).
- Rosa Lobato Faria publicita o seu novo livro, cujos direitos, supostamente, revertem a favor da UNICEF. Contudo, a autora revela que se trata de uma farsa para incrementar as vendas. Refere também que o livro contém vários erros, o que tornará a sua leitura ainda mais cativante.
- Ao longo do programa, Herman José incorporou para cima de duas dezenas de figuras. Uma delas foi, aliás, o próprio Herman José.
- Na noite em que o programa foi apresentado, Herman José encontrava-se a fazer o espetáculo de fim de ano do Casino Estoril.
- O programa estava a ser reposto no dia 17 de Janeiro de 1991 quando teve de ser interrompido para dar lugar a um especial de informação sobre importantes desenvolvimentos na Guerra do Golfo. Algumas semanas depois (a 12 de Fevereiro de 1991), o programa foi finalmente reposto na íntegra.
- No ano seguinte, Herman José apresentou um novo programa de fim de ano, o Hermanias Especial Fim de Ano.
- O título do programa foi um dos enigmas da última sessão de A Roda da Sorte, exibida a 31 de Dezembro de 1993.
- Em 2007, numa iniciativa da revista Time Out Lisboa, Crime na Pensão Estrelinha foi lançado em DVD, tornando-se o primeiro programa de Herman José a ser comercializado em formato digital. A edição incluía uma entrevista de meia hora com Herman José, conduzida por João Miguel Tavares, no decorrer da qual Herman José revelou sentir orgulho deste especial, que considera “o programa da sua vida”.
- Crime na Pensão Estrelinha é um dos programas que com maior frequência é reposto na RTP Memória, no último dia do ano: aconteceu em 2004, 2007, 2010, 2012 e 2014.
- No dia em que se gravava a emissão especial de 31 de Dezembro de 2010 (data em que o programa comemorava 20 anos), Maria Vieira encontrava-se a fazer de Mãe Natal no Portugal no Coração, tendo sido chamada para dar uma pequena entrevista a Júlio Isidro, em jeito de depoimento sobre o Crime na Pensão Estrelinha. A atriz classificou-o como “o melhor programa de humor da televisão portuguesa”.